# Bertine Zetlitz
Bertine Axeliane Robberstad Zetlitz, más conocida como Bertine Zetlitz (9 de abril de 1975), es una cantante noruega de música pop, una de las intérpretes más populares de su país.
Su álbum debut, Morbid Late Night Show (1998), fue seguido por Beautiful So Far (2000), producido por Tore Johansson (The Cardigans). En febrero de 2003, lanzó su tercer álbum, Sweet Injections, producido por Howie B, Magnus Fiennes y Richard X ("Sugababes", "Rachel Stevens") que incluye el sencillo «Girl Like You», que obtuvo la aclamación de la crítica y el éxito comercial.
Su cuarto álbum, Rollerskating, incluye los sencillos «Fake Your Beauty» y «Ah-Ah-». En septiembre de 2006, salió a la venta My Italian Grehound, su quinto álbum, con los sencillos «500» y «Midnight».
Se retiró temporalmente de los escenarios en enero de 2007, después de dar a luz a su primera hija. Ese mismo año publicó In My Mind 1997-2007 The Best Of, un álbum de recopilación con algunas canciones nuevas como «Ashamed». A principios de 2008 volvió a interpretar en vivo en Noruega.

## Discografía
- Morbid Late Night Show 1998
- Beautiful So Far 2000
- Sweet Injections 2003
- Rollerskating 2004
- My Italian Greyhound 2006
- In My Mind 1997-2007 The Best Of (2007)
- Electric Feet (2012)
- Tikamp (2015)

## Premios
- Spellemannprisen (1998): 'Mejor Álbum Debut' y 'Mejor Álbum Pop'
- Hitawards (1998): 'Artista Femenino del Año'
- Hitawards (2000): 'Artista Femenino del Año'
- Spellemannprisen (2000): 'Artista Pop del Año'